# Tomáš Raszka
Tomáš Raszka (né le 16 juillet 1971) est un ancien sauteur à ski tchèque.

## Palmarès

### Championnats du Monde Junior
| Épreuve / Édition | Saalfelden 1988 | Strbske Pleso 1990 |
| Individuel        |                 | Bronze             |
| Par Équipes       | Bronze          |                    |

### Coupe du Monde
- Meilleur résultat : 27e.